# Gundlahalli, Chintamani
Gundlahalli là một làng thuộc tehsil Chintamani, huyện Kolar, bang Karnataka, Ấn Độ.